# مارتا کاپرسو
مارتا کاپرسو (انگلیسی: Marta Capurso؛ زادهٔ ۱۸ اوت ۱۹۸۰) اسکیت‌باز سرعت اهل ایتالیا است.